# Jan Eliáš
Jan Eliáš (* 1965) je český soudce; specialista na problematiku restitučních nároků a problematiku bezdůvodného obohacení.
V roce 1991 vystudoval Právnickou fakultu Univerzity Karlovy v Praze. Od roku 1995 byl soudcem Obvodního soudu pro Prahu 4, poté od roku 2000 soudcem Městského soudu v Praze. 
V roce 2006 byl jmenován soudcem Nejvyššího soudu, kde od 1. ledna 2019 do 31. prosince 2023 působil i jako předseda občanskoprávního a obchodního kolegia.